# Мартін Путце
Мартін Путце (нім. Martin Putze, 14 січня 1985) — німецький бобслеїст, олімпійський чемпіон, чемпіон світу.
Мартін Путце розпочав виступи на змаганнях із бобслею у 2003, а з 2004 входить до збірної Німеччини. Олімпійським чемпіоном він став у складі німецької четвірки на Туринській олімпіаді. У Ванкувері він здобув ще одну олімпійську медаль, срібну, знову разом із партнерами з німецької першої команди.
Мартін Путце також має 4 медалі чемпіонатів світу: дві золоті, срібну й бронзову.